# Notiopambolus areolaris
Notiopambolus areolaris är en stekelart som beskrevs av Sergey A. Belokobylskij 1992. Notiopambolus areolaris ingår i släktet Notiopambolus och familjen bracksteklar. Inga underarter finns listade i Catalogue of Life.